# 張嘉航
張嘉航（1988年9月12日—）是臺灣網路遊戲實況主、代言人、前YouTuber與《英雄聯盟》職業電競選手（遊戲代號：Godtone），中原大學國際經營與貿易學系畢業。蹦蛙數位娛樂旗下藝人兼總經理、電競戰隊「Hell Pigs 地獄豬」創辦人暨旗下選手。擅長使用《英雄聯盟》角色古拉格斯（俗稱「酒桶」），故外號「亞洲統神」，簡稱「統神」。他是另一位實況主「國動」張葦航的弟弟。

## 經歷

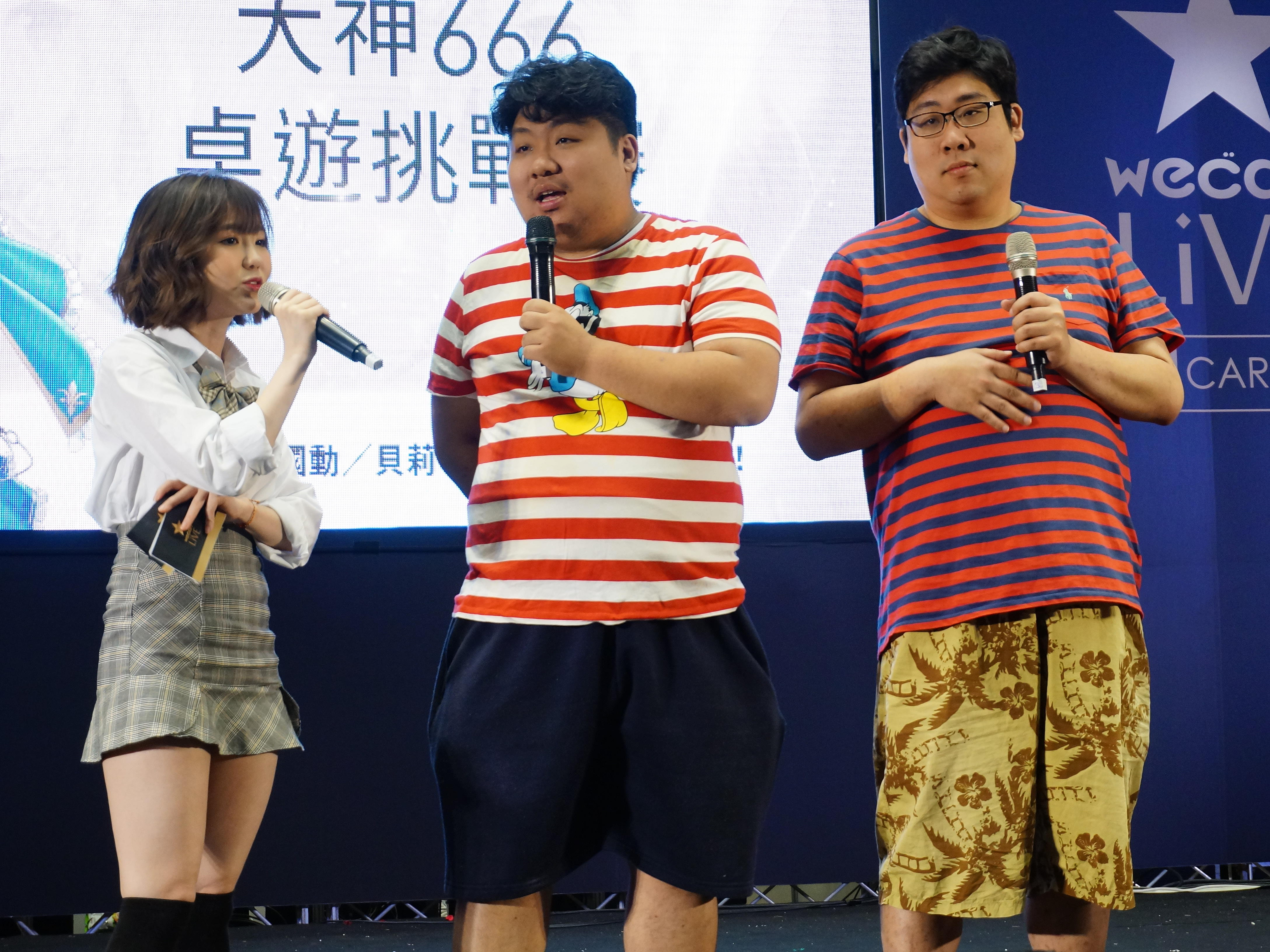
張嘉航（中）、張葦航（右）出席第一屆wecanLive遊戲動漫嘉年華

張嘉航自2013年2月15日起，開始在網路遊戲實況平台Twitch播出遊戲實況。6月，受到麥卡貝節目邀約，開始參與網路直播節目。
到了2015年6月，張嘉航成為《英雄聯盟》熱門實況全球排行榜「收看時數最高實況台」之一，是台灣首度入榜的實況主。12月25日，張嘉航於麥卡貝節目《統神電台》表明已在該年8至9月份間與前經紀人陳卓君（003）完婚。蜜月旅行地點為竹圍漁港。2016年7月13日，張嘉航受邀參加《元素王座》冠軍賽，與遊戲代言人Faker（李相赫）爭奪冠軍。
2020年8月4日，YouTube出現「統神端火鍋」相關網路迷因影片，利用看似正常的標題及連結縮圖，配上會引人想點入的時事議題以網路釣魚，類似瑞克搖的網路惡作劇。就連統神本人也被釣魚到近十次以上，然而統神否認其為影片主角。
2023年7月22日，張嘉航與其隊伍Hell Pigs（HPS）在英雄聯盟太平洋職業聯賽夏季常規賽中，以1比0分數擊敗當時強隊Beyond Gaming（BYG），並拿下職業生涯首場MVP。12月4日，張嘉航獲得由中華民國電子競技運動協會主辦的「2023星光電競大賞」兩個獎項，分別為「最佳意見領袖獎」及「娛樂效果獎」。
2024年4月，因發表涉及未成年性相關的爭議言論，違反YouTube《社群規範》，其YouTube頻道遭到永久移除。

## 爭議事件

### 辱罵PTT版主和警員
2013年，張嘉航在PTT英雄聯盟板辱罵王姓板主，又辱罵臺中市政府警察局鍾姓警員，遭臺中地檢署檢察官依《中華民國刑法》「公然侮辱罪」及「侮辱公務員罪」提起公訴。
2014年5月23日，臺中地方法院開庭，張嘉航出庭主張「網路世界的言論，除非和現實生活可以相連、牽扯到現實中的人，否則不該被認定是犯罪」，引發臺中地檢署公訴檢察官陳永豐與張爭辯。
7月，因張嘉航在法庭上表示願意認罪，最終台中地院依照判決公然侮辱、侮辱公署等罪，各判拘役20天、30天，合併執行40天，緩刑2年，緩刑期間須參加6場法治教育，並付保護管束。

### 轉播英雄聯盟LPL聯賽
2015年，張嘉航擔任轉播LPL賽事TeSL主播時對中國大陸隊伍M3出言不遜，事後M3向Riot Games檢舉。TeSL宣佈，禁止張嘉航一整季的轉播資格。

### 《超神英雄傳說》代言費尾款
2015年9月，張嘉航透過臉書粉絲團代言華義國際手機遊戲《超神英雄傳說》，臉書粉絲團突遭臉書關閉，張嘉航懷疑是遭惡意檢舉；但華義認為張嘉航應是形象受損導致，已影響宣傳，付了代言費頭期款新台幣12.5萬元後，拒付尾款新台幣28.5萬元。張嘉航所屬經紀公司知識糖果控告華義，但華義認為知識糖果才應該賠償損失。
2016年10月，士林地方法院一審判決，張嘉航已完成代言，華義應給付尾款。

### 《英雄聯盟》帳號被停權
2016年6月3日，張嘉航的《英雄聯盟》遊戲帳號被永久停權，隨後他在實況上揚言控告《英雄聯盟》當時的台灣代理商Garena。

### 行車糾紛粉絲肉搜
2019年11月26日凌晨，張嘉航於新北市永和區住家附近發生行車糾紛，並與對方3車8人展開言語激烈衝突，雙方最後互提告。其中，互嗆的杜姓男子被網友肉搜出姓名及以前任職的披薩店，披薩店遭到張嘉航粉絲灌爆一星負評，店家不堪其擾求助張嘉航。張嘉航也在臉書張貼文章，同時附上披薩店私訊內容擷圖，表示「請大家保持理性」。
2020年6月3日，新北地方檢察署檢察官宣布張嘉航為不起訴處分，而辱罵張嘉航的陳姓當事人係涉犯《中華民國刑法》第309條第1項之公然侮辱罪，檢察官依《刑事訴訟法》第251條第1項提起公訴。8月21日，因張嘉航撤回其告訴，台灣新北地方法院判決公訴不受理。

### 「改名事件」
2021年7月15日，張嘉航與Toyz於工商發生衝突，張嘉航聲稱與Toyz不死不休後兩人決裂，被稱為「改名事件」。

### 評論黃子佼未成年性犯罪案
2024年4月9日，張嘉航因日前直播針對黃子佼持有創意私房未成年不雅影片以及性侵未成年的爭議事件表示黃的行為「沒那麼嚴重」，並表示「賠錢就對了，你今天幹（白話字：kàn）了別人的女兒，別人就找你賠錢，就那麼簡單。至於你說幹未成年怎麼樣，我也想幹未成年啊怎麼樣？」其言論引起網路輿論撻伐並陸續被代言廠商「切割」，取消合作。晚間，張進入民主進步黨發言人吳崢的直播討論該事件。張認為吳前日提及他的臉書貼文被許多網友轉傳，並批評他「噁心」、「戀童」等，讓他覺得自己被抹黑、丟掉廠商代言，要吳為此道歉。吳崢則認為張亂扣帽子、曲解他的意思，直播最後統神氣憤說出「我會X你民進黨X到2028年」後掛斷電話。
4月10日，張嘉航當日直播激動落淚表示「自己說的話遭到扭曲」，經媽媽「黃老師」勸說後以「好啦去死啦」，「不要再講這些話了！滾！」等語反擊；並於同日叩應社會民主黨籍台北市議員苗博雅的直播，苗說明法律相關問題和張言論的不當之處。隔日，張嘉航發文表示道歉，但要求苗博雅「別把自己當勝利者」，並表示對於指稱他鬼父、幹女兒、戀童癖者將一律全部提告：「100個人我就告100個人；1000個人我就告1000個人；1萬個人我就告1萬個人。」
4月12日，由於該言論爭議，張嘉航自行將YouTube頻道「統晨大戲院」下架，後因違反創作規範而遭YouTube永久移除；4月26日，副頻道「張家夫婦滑起來」被停權。有分析認為，張嘉航已在YouTube平台上遭到全面封殺。而其Twitch頻道亦一度遭到停用，但隨後恢復正常。

## 公益參與
- 妻子陳卓君在高中時認領三花貓「花花」（觀眾暱稱其為「小貓Z」）作為其寵物，並推廣「領養代替購買」。該貓已於2020年1月28日因腎功能衰竭病逝，貓齡將近20歲[33]。
- 2015年6月，張嘉航為八仙樂園彩色派對火災傷者游麒弘加油集氣[34]。

## 節目

### 主持
| 首播平台     | 名稱        | 播映日期                      |
| ------------ | ----------- | ----------------------------- |
| YO!SHOW直播  | FUN競趣     | 2019年7月31日－2020年1月22日  |
| Soocii       | 統神握壽司  | 2019年1月23日－2019年4月3日   |
| YouTube      | 統班銅學    | 2016年3月2日－2016年4月6日    |
| 麥卡貝       | 統神電台    | 2015年10月30日－2018年3月30日 |
| 麥卡貝       | 統神電台2.0 | 2023年1月6日至今              |
| LIVEhouse.in | 航航出狀元  | 2015年7月6日－2015年12月28日  |

### 參與
| 首播平台              | 名稱       | 播映日期                     |
| --------------------- | ---------- | ---------------------------- |
| 麥卡貝                | 電玩爆爆   | 2013年8月－2013年10月7日     |
| LIVEhouse.in          | 地獄廚房   | 2015年5月12日－2015年7月16日 |
| 三立都會台            | 綜藝大熱門 | 2016年4月4日                 |
| 寶島聯播網            | 寶島全世界 | 2016年12月1日                |
| Hami Video 台北小巨蛋 | 拳上2024   | 2024年12月21日               |

## 註解
1. ↑  原意為強暴，此處應僅指與其性交，下同。
2. ↑  開放購票入場。

## 外部連結
- 亞洲統神-張嘉航的Facebook專頁（繁體中文）
- YouTube上的亞洲統神專屬頻道 SpinSpinSpin頻道（繁體中文）（停止更新）
- YouTube上的God Tone Asia 張家兄弟滑起來頻道（繁體中文）
- YouTube上的統晨大戲院頻道（繁體中文）
- 亞洲統神-張嘉航的Instagram帳戶（繁體中文）
- 亞洲統神-張嘉航的Twitch频道（繁體中文）